# راشحانية
الراشحانية (الاسم العلمي: Percolatea) هي طائفة من اللجفاوات تتبع شعيبة رباعيات السياط.

## التصنيف
- الراشحيات
  - الراشحة